# Humberto Mata
Pour les articles homonymes, voir Mata.
Œuvres principales
Boquerón y otros relatos
Humberto Mata est un écrivain, essayiste, romancier et critique d'art vénézuélien, né à Tucupita le 3 février 1949 et mort le 26 août 2017 à Caracas. Il est l'actuel président de la fondation publique Biblioteca Ayacucho, fondée en 1974.

## Biographie
Originaire de Tucupita dans l'État de Delta Amacuro, Humberto Mata est formé en mathématiques et en philosophie à l'université centrale du Venezuela. Il devient membre des groupes En Haa et Falso Cuaderno et compte parmi les membres fondateurs de la Galerie d'art national. Il collabore à de nombreuses revues littéraires, tient chronique dans plusieurs journaux vénézuéliens et enseigne à l'Institut universitaire d'études supérieures d'arts plastiques Armando-Reverón.
Il participe à plusieurs congères internationaux et obtient le prix Conac de la narration en 1978 et remporte le concours de contes du quotidien El Universal en 1992 pour son récit Boquerón, « Anchois » en français. En 2002, il obtient le prix municipal de littérature mention narration pour le Boquerón y otros relatos, « Anchois et autres histoires » en français. 
Son style est impeccable selon l'auteur José Balza et possède une transparence grammaticale et plusieurs autres caractéristiques stylistiques exemplaires.

## Œuvre

### Récits
- Imágenes y Conductos, contes, Monte Avila Editores, 1970 ;
- Distracciones. Antología del Relato Venezolano, 1960-1974, Monte Ávila Editores, 1974 ;
- Pieles de Leopardo, contes, Monte Ávila Editores, 1978 ;
- Luces, contes, Monte Ávila Editores, 1983 ;
- Toro-Toro, contes, Alfadil, 1991 ;
- Pieles de Leopardo, anthologie personnelle, Serie Rayuela Internacional, Universidad Nacional Autónoma de México, 1992 ;
- Pie de página, Ediciones Troya, 1999 ;
- Boquerón y otros relatos, Monte Ávila Editores, 2002 ;
- Pie de página, Editorial El Perro y la Rana, 2007 ;
- Revelaciones a una dama que teje, Monte Ávila Editores, 2007.

### Anthologies
- El Cuento Venezolano, Caracas, 1985 ;
- Venezuelan Short Stories, Antología de Cuentos Venezolanos, édition bilingue anglais-castillan, Caracas, 1991 ;
- Translation. The Journal of Literary Translation, Volume XXIX, Venezuelan Issue, New York, 1994 ;
- 2 Veces Bueno 2. Más cuentos brevísimos latinoamericanos, Buenos Aires, Argentine, 1997.

## Sources
- (es) Cet article est partiellement ou en totalité issu de l’article de Wikipédia en espagnol intitulé « Humberto Mata » (voir la liste des auteurs).